# Ramona Farcău
Ramona Farcău; z domu Maier (ur. 14 lipca 1979 roku w Zalău) – rumuńska piłkarka ręczna, reprezentantka kraju. Obecnie występuje w lidze rumuńskiej, w drużynie C.S. Oltchim RM Valcea. Gra na pozycji prawoskrzydłowej.
Wicemistrzyni Świata z 2005 roku z Rosji.

## Sukcesy
Mistrzostwo Rumunii:
- (2007, 2008, 2009, 2010, 2011, 2012)

Puchar Rumunii:
- (2007, 2011)

Puchar Zdobywców Pucharów:
- (2007)

Superpuchar Rumunii:
- (2007)

Mistrzostwa Świata:
- (2005)

Liga Mistrzyń:
- (2010[1])

## Nagrody indywidualne
- 2008: Najlepsza prawoskrzydłowa Igrzysk Olimpijskich (Pekin)
- 2008: Królowa strzelczyń Igrzysk Olimpijskich (Pekin)